# Kaap McCormick
Kaap McCormick is een kaap in de Rosszee aan de oostzijde van het Adare-schiereiland, dat deel uitmaakt van Victorialand, Antarctica.
Kaap McCormick werd in 1841 ontdekt door James Ross en is genoemd naar Robert McCormick, de scheepsarts aan boord van HMS Erebus, een van de twee schepen die deel uitmaakten van Ross' expeditie.
Ruim 7 km ten zuidoosten van Kaap McCormick liggen de Possession-eilanden.